# Henri-Gustave Casadesus
Henri-Gustave Casadesus (París, 30 de setembre de 1879 - París, 31 de maig de 1947) va ser un violista, compositor i director d'orquestra francès.

## Biografia
Va rebre la seva primera formació musical amb Albert Lavignac. Va estudiar viola amb Théophile Laforge en el Conservatori de París, obtenint el primer premi el 1899. Entre 1910 a 1917, va ser el violista del Quartet Capet. Juntament amb Camille Saint-Saëns, va fundar la "Société des instruments anciens" en 1901, amb l'objectiu de recuperar la música i els instruments dels segles XVII i XVIII.